# Taractrocera dolon
Taractrocera dolon là một loài bướm ngày thuộc họ Hesperiidae. Loài này có ở Bắc Úc, Queensland và New South Wales cũng như Papua New Guinea.
Sải cánh dài khoảng 20 mm.
Ấu trùng ăn Sorghum verticilliflorum.

## Phụ loài
- Taractrocera dolon diomedes Waterhouse, 1933 (Northern Territory)
- Taractrocera dolon dolon (Plötz, 1884)  (New South Wales, Queensland, Papua New Guinea, Louisiade Archipelago)